# Transistor Darlington
Le transistor Darlington est la combinaison de deux transistors bipolaires de même type (tous deux NPN ou tous deux PNP), résultant en un composant hybride qui a encore des caractéristiques de transistor. Ces deux transistors peuvent être intégrés dans un même boîtier. Le gain en courant du Darlington est égal au produit des gains de chaque transistor,. Le montage est le suivant : les collecteurs sont communs et correspondent au collecteur du Darlington ; l'émetteur du transistor de commande est relié à la base du transistor de sortie ; la base du transistor de commande et l'émetteur du transistor de sortie correspondent respectivement à la base et à l'émetteur du Darlington.

Diagramme d'un transistor Darlington NPN.

## Historique
Le transistor Darlington a été inventé en 1953 par un ingénieur des laboratoires Bell : Sidney Darlington. Le brevet déposé portait sur l'idée de mettre deux ou trois transistors sur la même puce, mais pas sur le fait d'en disposer un nombre quelconque sans quoi sa validité aurait couvert l'intégralité des circuits intégrés.

## Avantages
- Grand gain : le gain global est le produit des gains de chacun des deux transistors[2],[1] (1 000 à 20 000).
- À courant collecteur égal, le Darlington permet d'augmenter la résistance d'entrée du montage par rapport à un transistor seul[1].

## Inconvénients

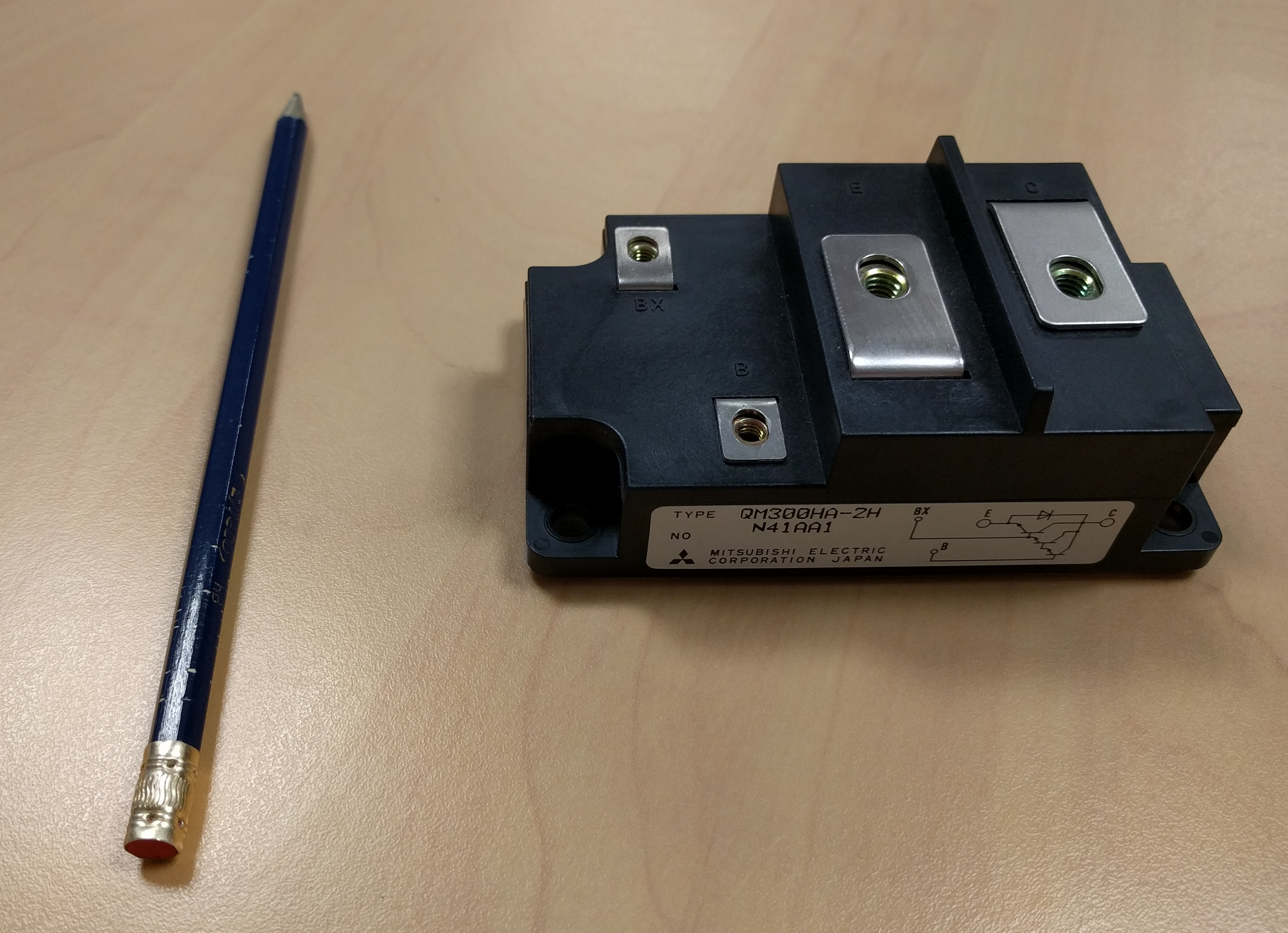
Module Darlington Mitsubishi triple utilisé dans des convertisseurs de puissance.

- Le seuil de conduction Vbe à partir duquel le Darlington commence à conduire est doublé par rapport à un transistor simple, le courant de commande traverse la jonction base-émetteur du premier transistor puis la jonction base-émetteur du deuxième, donc le Vbe du Darlington est l'addition des deux Vbe[2].
- La chute de tension en régime saturé Vcesat du Darlington — qui ne peut descendre en dessous du seuil de son propre Vbe (typiquement 0,6  à   0,7 volts pour un NPN) car quand le premier transistor est complètement conducteur, le potentiel du collecteur du second est très voisin de celui de sa base — est supérieure à celle d'un transistor bipolaire simple (typiquement 0,1  à   0,2 volts pour un NPN), ce qui augmente sensiblement les pertes par conduction, en particulier dans les applications de puissance.

## Remarques
- Ne pas confondre ce montage avec le montage cascode.
- Il existe une autre combinaison appelée paire de Sziklai qui multiplie aussi le gain en associant dans ce cas, un transistor NPN et un PNP, et qui a l'avantage de ne pas souffrir du seuil de conduction élevé du montage Darlington.
- Le Darlington est de plus en plus supplanté par le transistor à effet de champ et l'IGBT, particulièrement en électronique de puissance où ils ont l'avantage de présenter une chute de tension VDSsat = RDSon × ID en général inférieure à celle du Darlington — et donc une dissipation thermique plus faible à courant égal. Ces deux types de transistors sont commandés en tension[a] plutôt qu'en courant et substituent[b] à la notion de gain, la notion de transconductance.

## Utilisation
Il est très largement répandu dans les montages amplificateurs (étages de puissance), en particulier dans les amplificateurs opérationnels par exemple sur les étages de sortie, les régulateurs de tension, etc.
À noter aussi, la possibilité de remplacer le premier transistor par un phototransistor. Dans ce cas, le circuit est appelé un photo-Darlington.